# حق القضاة
حق القضاة (بالفرنسية: Du droit des magistrats)‏ هو عمل عام 1574 كتبه ثيودور بيزا، وتم نشره بشكل مجهول، كمساهمة جدلية في منشورات كتيبات الحروب الدينية الفرنسية  واحتج بشكل قاطع على استبداد الدولة الفرنسية في المسائل الدينية، وأكدت نظرية المقاومة أنه من الشرعي أن يعارض الشعب القضاء غير الجدي بطريقة عملية وإذا لزم الأمر استخدام الأسلحة.